# Джонстон, Брюс (музыкант)
Брюс Джонстон (англ. Bruce Johnston; род. 27 июня 1942) — американский музыкант, прежде всего известный как гитарист, вокалист и композитор рок-группы The Beach Boys. Джонстон также сочинял песни для других музыкантов и, а также автор песен

## Биография
Брюс Джонстон родился в Пеории (Иллинойс) под именем Бенджамина Болдуина и был усыновлён Уильямом и Ирен Джонстонами. С 1959 года начал записываться в качестве вокального аккомпаниатора с такими музыкантами как Ричи Валенс, The Everly Brothers и Эдди Кокран. К середине 1960-х гг. Джонстон продюсировал множество исполнителей на Columbia Records, изредка выпуская свою собственную музыку вместе с продюсером Терри Мелчером под именем Bruce & Terry.
В состав The Beach Boys Джонстон вошёл 9 апреля 1965 года, заменив Глена Кемпбелла — тот некоторое время являлся концертным гитаристом группы. В 1972 году Джонстон покинул группу, но в 1978 году по просьбе Брайана Уилсона вновь присоединился к коллективу и стал сопродюсером альбома «L.A. (Light Album)». Следующий альбом группы — «Keepin’ The Summer Alive» — был продюсирован им единолично. Джонстон до сих играет в составе The Beach Boys (новый студийный материал коллектива был выпущен в последний раз в 2012 году).
Помимо деятельности в The Beach Boys, Джонстон сочинял песни для других музыкантов. В частности, ему принадлежит «I Write the Songs», которая в исполнении Барри Манилоу стала хитом и была записана более чем двумястами исполнителями, включая Фрэнка Синатру. За эту песню Джонстон получил награду «Грэмми». Кроме того, Джонстон выступил аранжировщиком вокального аккомпанемента песни «Don't Let The Sun Go Down On Me» Элтона Джона и альбома «The Wall» Pink Floyd.